# Syncretocarpus
Syncretocarpus, es un género monotípico de arbusto erecta perteneciente a la familia de las asteráceas. Su única especie: Syncretocarpus sericeus, es originaria de Perú.

## Distribución
Es un arbusto que se encuentra a una altitud de hasta 2000 metros en Ancash, Cajamarca y Lima.

## Taxonomía
Syncretocarpus sericeus fue descrita por (DC.) S.F.Blake y publicado en Contributions from the Gray Herbarium of Harvard University 80: 41. 1917.
Sinonimia
- Harpalium sericeum DC.	basónimo
- Syncretocarpus weberbaueri S.F.Blake[4]